# Александар Филиповић
Александар Филиповић (Лесковац, 20. децембар 1994) је српски фудбалер који тренутно наступа за Партизан.

## Клупска каријера
Родом из места Богојевце, фудбалом је почео да се бави у Дубочици, одакле прелази у млађе категорије Јагодине. За Јагодину је у Суперлиги Србије дебитовао са само 16 година. Постао је најмлађи капитен у историји овог клуба и одиграо 78 суперлигашких утакмица. У лето 2016. године прелази у Вождовац где је за сезону и по одиграо 46 суперлигашких мечева. У фебруару 2018. прелази у БАТЕ Борисов.

## Репрезентација
За млађе селекције репрезентације Србије наступао је на Европском првенству за играче до 17 година 2011. године. Био је и члан тима на Европском првенству за играче до 19 година 2013. године у Литванији које је репрезентација Србије и освојила. На том првенству је био стандардан у штоперском тандему са Вељковићем. Одиграо је сваки минут на путу до титуле европског првака.
У новембру 2017. је добио и накнадни позив селектора Србије Младена Крстајића за пријатељски меч са Јужном Корејом, али није добио шансу да дебитује.

## Начин игре
Филиповић је 184 центиметра високи фудбалер који може да одигра на свим позицијама у одбрамбеном делу терена. Боље се служи десном ногом. Од доласка у редове Јагодине, Филиповић је углавном играо на средини терена. У омладинској репрезентацији усталио се на месту штопера те је под вођством Љубинка Друловића био део екипе која је освојила Европско првенство 2013. Прилику је почео да добија и у првом тиму Јагодине, а затим се од следеће године усталио на месту левог бека. У екипи Вождовца такође је најчешће наступао на том месту. Током боравка у белоруском БАТЕ Борисову, Филиповић је променио више позиција. У Партизану је заиграо на месту десног бека.

## Трофеји

### Клупски
Јагодина
- Куп Србије : 2012/13.[17][2]

БАТЕ Борисов
- Премијер лига Белорусије : 2018.
- Куп Белорусије (2) : 2019/20, 2020/21.
- Суперкуп Белорусије : 2022.

### Репрезентативни
Србија до 19
- Европско првенство :  2013.[18]